# Asjot Anastasian
Asjot Anastasian (Ashot Anastasian; Armeens: Աշոտ Անաստասյան) (Jerevan, 16 juli 1964 – 26 december 2016) was een Armeens schaker. Sinds 1993 was hij een grootmeester (GM).
In september 2009 was hij nummer 325 op de lijst van actieve schakers op de wereld. Op de FIDE ratinglijst van maart 2011 was zijn Elo-rating 2556, waarmee hij de 14e speler van Armenië was. In januari 2000 was zijn rating 2606.
- Anastasian won het kampioenschap van Armenië acht keer: in 1983, 1985, 1986, 1987, 1988, 1992, 1994 en 2005.[4] Bij het kampioenschap van Armenië in april/mei 2005 won hij met 7.5 pt. uit 11. Gedeeld tweede eindigden Karen Asrian en Gabriel Sargissian, ieder met 7 punten.
- In 1988 werd hij Internationaal Meester (IM), in 1993 werd hij grootmeester.[3]
- In 1993 won hij het toernooi van Katowice.[6]
- In 1999 won hij het open kampioenschap van Parijs.
- In 2005 won hij het toernooi van Abu Dhabi.
- In oktober 2005 speelde hij mee in het Karabach-toernooi en eindigde daar met 5.5 uit 9 op een gedeelde tweede plaats.
- In 2007 werd hij in Abu Dhabi gedeeld eerste met Bassem Amin.[7]

In 2010 werd hij coach van het nationale Armeense vrouwenteam.

## Nationale team
Tussen 1992 en 2002 nam hij met het Armeense team deel aan al de zes Schaakolympiades. In 1992, in Manilla en in 2002, in Bled (Slovenië), behaalde het team de bronzen medaille. Bij de Schaakolympiade 2000 in Istanboel had Anastasian de beste prestatie aan bord 4.
Vier keer nam hij voor Armenië deel aan het WK voor landenteams: 1993, 1997, 2001 en 2005, waarbij Armenië in 1997 in Luzern, in 2001 in Jerevan en in 2005 in Beër Sjeva als derde eindigde.
Anastasian nam met het Armeense team deel aan het EK voor landenteams: 1992, 1997, 1999 en 2005. Armenië werd Europees kampioen in 1999 in Batoemi, waarbij Anastasian het beste individuele resultaat aan het derde bord behaalde. In 1997 had hij in Pula het beste resultaat geboekt aan het reservebord. In 2005 behaalde hij een individuele bronzen medaille voor zijn resultaat aan het reservebord.

## Schaakverenigingen
In de Sovjet-kampioenschappen voor deelstaten, de Spartakiade, speelde Anastasian van 1983 tot 1991 voor Armenië. Bij het kampioenschap van 1986 in Minsk speelde hij aan het eerste bord. In 1991 in Azov, bij de laatste Spartakiade, werd Armenië tweede achter Oekraïne, dat speelde met Alexander Beliavsky aan het eerste bord. Anastasian boekte dat jaar het beste resultaat van alle aan het vierde bord spelende deelnemers.
In de Armeense kampioenschappen voor verenigingen speelde hij in 2005 voor de kampioen MIKA Jerevan, van 2006 tot 2009 voor Bank King Jerevan, waarmee hij in 2006 en 2007 kampioen werd, en in 2014 voor Politechnik Jerevan.
Diverse keren nam hij deel aan de European Club Cup: in 1993 met Dinamo Hayastan, van 1995 tot 1997 met Jerevan en van 2006 tot 2008 met Bank King Jerevan. In 1995 won hij met zijn toenmalige team.